# Child Online Protection Act
Il Child Online Protection Act ("Legge per la protezione dell'infanzia in Rete"; spesso abbreviato in COPA) è una legge degli Stati Uniti d'America, approvata nel 1998, il cui obiettivo dichiarato è quello di proteggere i bambini dal contatto con materiale di natura sessuale reperibile in Internet. La legge è stata successivamente bloccata nei tribunali e non è mai stata effettiva. Dato che la legge vincolava unicamente i provider interni agli Stati Uniti, i suoi effetti sarebbero comunque stati inconsistenti. In ogni caso, diversi stati degli Stati Uniti hanno già in vigore leggi simili.
Come molte altre leggi, statunitensi e non, per la protezione dell'infanzia, specie riguardo a questioni telematiche, il COPA non effettua alcuna distinzione tra bambini e adolescenti.
Il COPA nasce, all'interno della lotta dei giuristi alla pornografia telematica, successivamente all'affossamento, avvenuto in precedenza, del Communications Decency Act ("legge per il buoncostume nelle comunicazioni"), che aveva un obiettivo di contrasto ben più ampio, e per questo era stato respinto incostituzionale dalla Corte Suprema. Il COPA è dunque una risposta, che tenta di restringere l'ambito del materiale considerato offensivo e da porre sotto controllo.
Il COPA richiede che tutti i distributori commerciali di "materiale dannoso per i minori" (material harmful to minors) evitassero l'accesso appunto dei minori ai loro siti. Il "materiale dannoso" veniva definito quello che, in base ai "criterî attuali della società" (contemporary community standards), è giudicato di "contenuto indecente" (prurient interest) o materiale che mostra atti sessuali o corpi nudi (inclusi i seni femminili). Una definizione che comprende al suo interno ogni genere di pornografia, sia hardcore che softcore.
La legge viene bloccata tra il 1998 e il 1999 in quanto l'appello ai "criteri attuali della società" è ritenuto eccessivamente vago. Negli anni successivi il governo tenta diverse volte di riproporre la legge, che viene comunque bloccata nei tribunali, o perché giudicata troppo vaga o per dubbi di incostituzionalità.
Nel gennaio del 2006 il COPA torna alla ribalta quando il governo Bush chiede al motore di ricerca Google l'accesso ai suoi database. Obiettivo del governo è dimostrare, tramite i database di questo e altri motori di ricerca, la gran quantità di ricerche di materiale pornografico in rete da parte di utenti minorenni, e dunque la necessità di una legge come il COPA che impedisca tali ricerche. Google, a differenza di altri motori di ricerca come Yahoo!, ha tuttavia rifiutato la richiesta del governo.
Il tribunale limita la citazione a un campione di URL nel database di Google, ma rifiuta di applicare la richiesta di ricerche condotte dagli utenti; Google quindi aderisce alla richiesta del tribunale. 
Il 22 marzo 2007, il giudice Reed annulla nuovamente la COPA, trovando la legge in violazione del primo e del quinto emendamento della Costituzione degli Stati Uniti. Oltre ai querelanti ACLU et al., diversi testimoni  si dichiarano in difesa dei diritti di primo emendamento su Internet, incluso il direttore della Erotic Authors Association, Marilyn Jaye Lewis. Reed emette un ordine che impone in modo permanente al governo di imporre la COPA, commentando che "forse facciamo del male ai minori di questo Paese se le protezioni del Primo Emendamento, che erediteranno con l'età, saranno eliminate in nome della loro protezione". Il governo richiede nuovamente appello e il caso viene ascoltato dalla Corte d'Appello degli Stati Uniti per il Terzo Circuito.
Il 22 luglio 2008, la Corte d'Appello degli Stati Uniti per il Terzo Circuito riconferma la decisione del 2007.
Il 21 gennaio 2009, la Corte Suprema degli Stati Uniti ha rifiutato di ascoltare gli appelli della decisione del tribunale inferiore, effettivamente abolendo la legge.